# 亀塚古墳

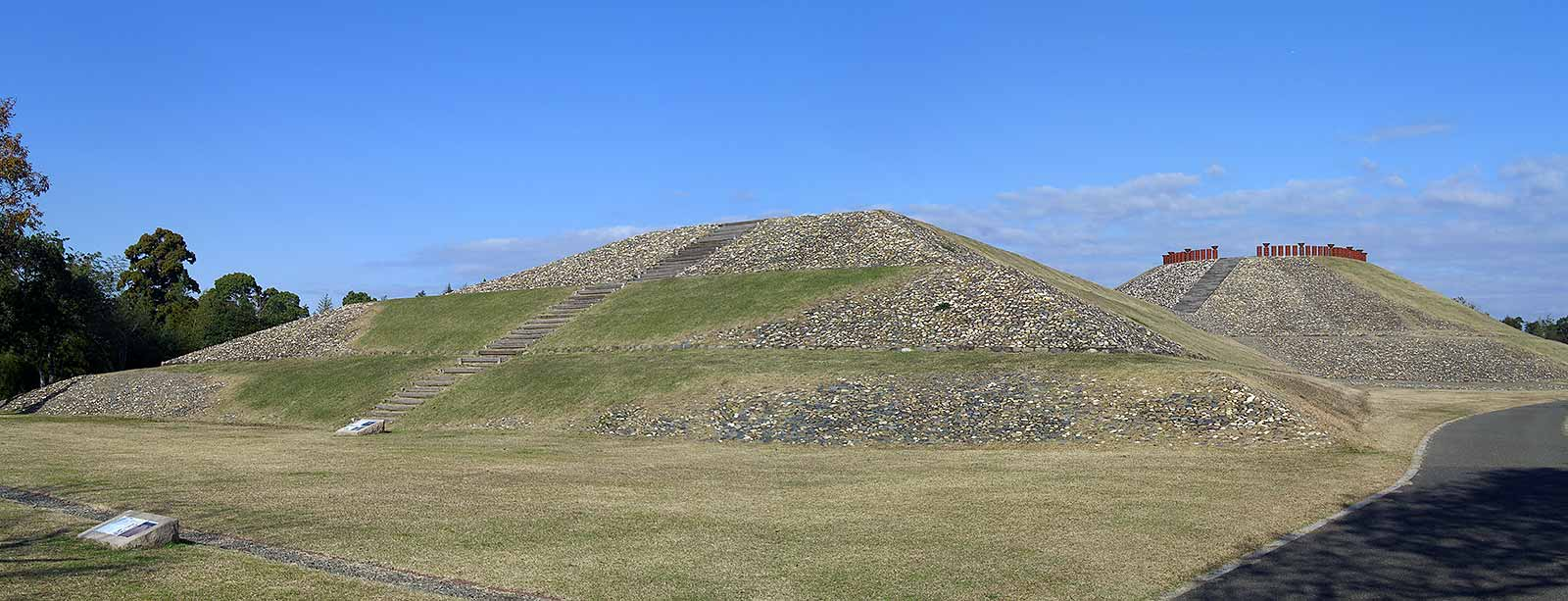
墳丘全景前方部南方向より。

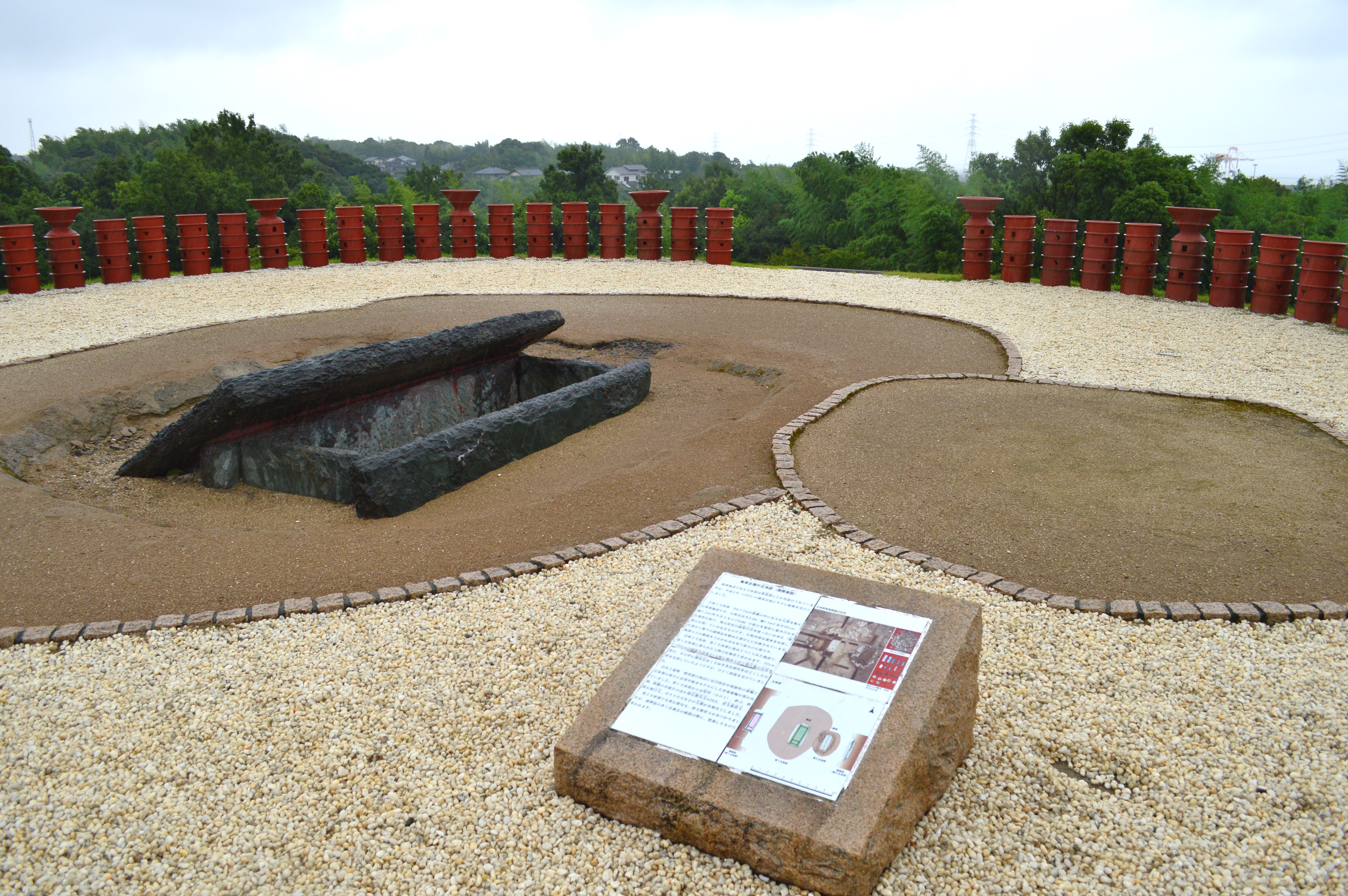
埋葬施設（復元）左に第1主体部、右に第2主体部。

亀塚古墳（かめづかこふん）は、大分県大分市里にある前方後円墳の古墳。国の史跡に指定されている。
大分県では小熊山古墳（杵築市狩宿）と並び最大級の規模の古墳で、5世紀初頭（古墳時代中期）の豊国の範囲での築造と推定される。近年の住宅地開発などで周辺の古墳調査が進み、一帯は「亀塚古墳群」として認知されつつある。

## 概要

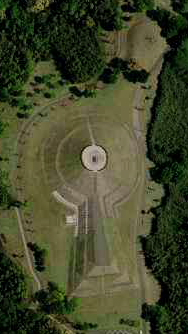
亀塚古墳の空中写真。2007年。。

墳丘は前方部を南に向けた3段構築で、全長116メートル（前方部長52メートル、後円部直径64メートル）、高さは前方部7メートル・後円部10メートルで、西側のくびれ部に造出しがある。墳丘は白い石英質の葺石で覆われていた。
埋葬施設は前方部墳頂に2つ設けられており、第1の埋葬部には長さ3.2メートルにもおよぶ大形の箱型の組合せ式石棺が埋められており、第2の埋葬部はその東側に後から設けられた。すでに盗掘を受けていたが、短甲・鉄刀の破片、滑石製の勾玉、碧玉製の管玉、ガラス製の小玉などが出土している。
古墳域は1996年（平成8年）3月28日に国の史跡に指定されている。

### 築造時期
4世紀末から5世紀前半と推定されている。

### 被葬者
古くから海部王（あまべのきみ）の墓であると伝えられており、日本書紀にもこの地に「海人部」が設置されていた記録があることから、海部民（あまべのたみ）の首長が埋葬されていたと考えられる。

## 保存・復元整備
大規模な盗掘によって石棺が破壊され、大半の副葬品も持ち去られてしまっていたが、墳丘の保存状態は良く、上空からもはっきりと前方後円墳であることが確認できる状態であった。ただし周辺の整備は平成に入るころまでほとんど行なわれず、車道から竹薮に入り獣道を辿っていくと不法投棄も多く、それを超えていくと、突然視界が開けて姿を現すような場所だった
1996年（平成8年）に国の史跡に指定されたことから「亀塚古墳公園」として大規模な保存事業および観光開発が行われた。古墳は部分的に葺石や埴輪のレプリカなどが置かれ築造当時の様子が再現され、展示施設として微力ながら海部古墳資料館が建設されている。

## 海部古墳資料館

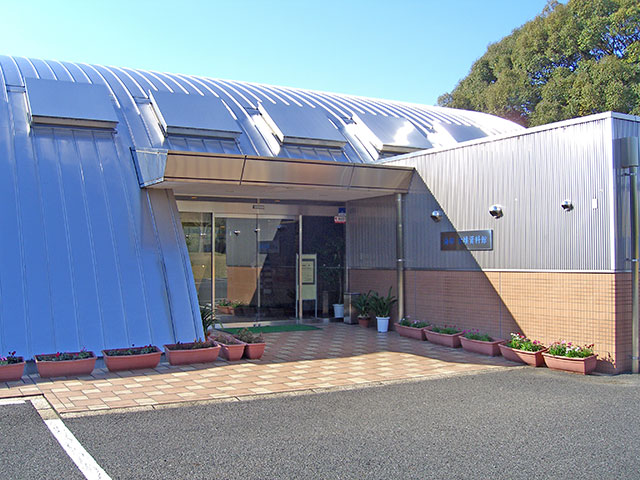
海部古墳資料館

亀塚古墳の出土品のほか、大分各地域の古墳について豊富なジオラマなどで展示解説されている。
- 開館時間:午前9時 - 午後5時
- 休館日:月曜日（祝日の場合は翌日）、年末年始（12月28日 - 1月4日）
- 入館料:無料
- 駐車場:無料
- 問い合わせ:大分市教育委員会 文化財課

## 催事
10月 「海部のまつり」と題して想像上の古代衣装を身に着けた海部媛（あまべのひめ）や市長行政関係者などが古墳の周囲を回り、族長が海・山・川の幸を奉納する儀式を行なう。史跡指定による観光開発の一環として始められたが、年々集客率が低下してきている。

## 所在地
- 大分県大分市大字里

### アクセス
- JR九州日豊本線坂ノ市駅より徒歩30分。
- 大分バス城原停留所または曙台入口停留所より徒歩6分。
- 東九州自動車道大分宮河内インターチェンジより約10分。

## 周辺の古墳

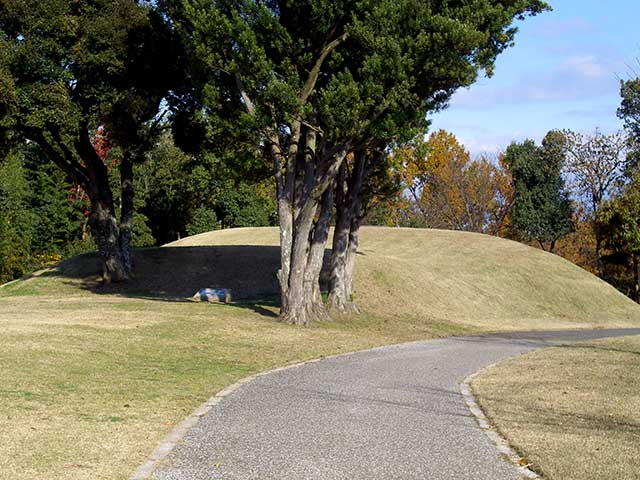
小亀塚古墳

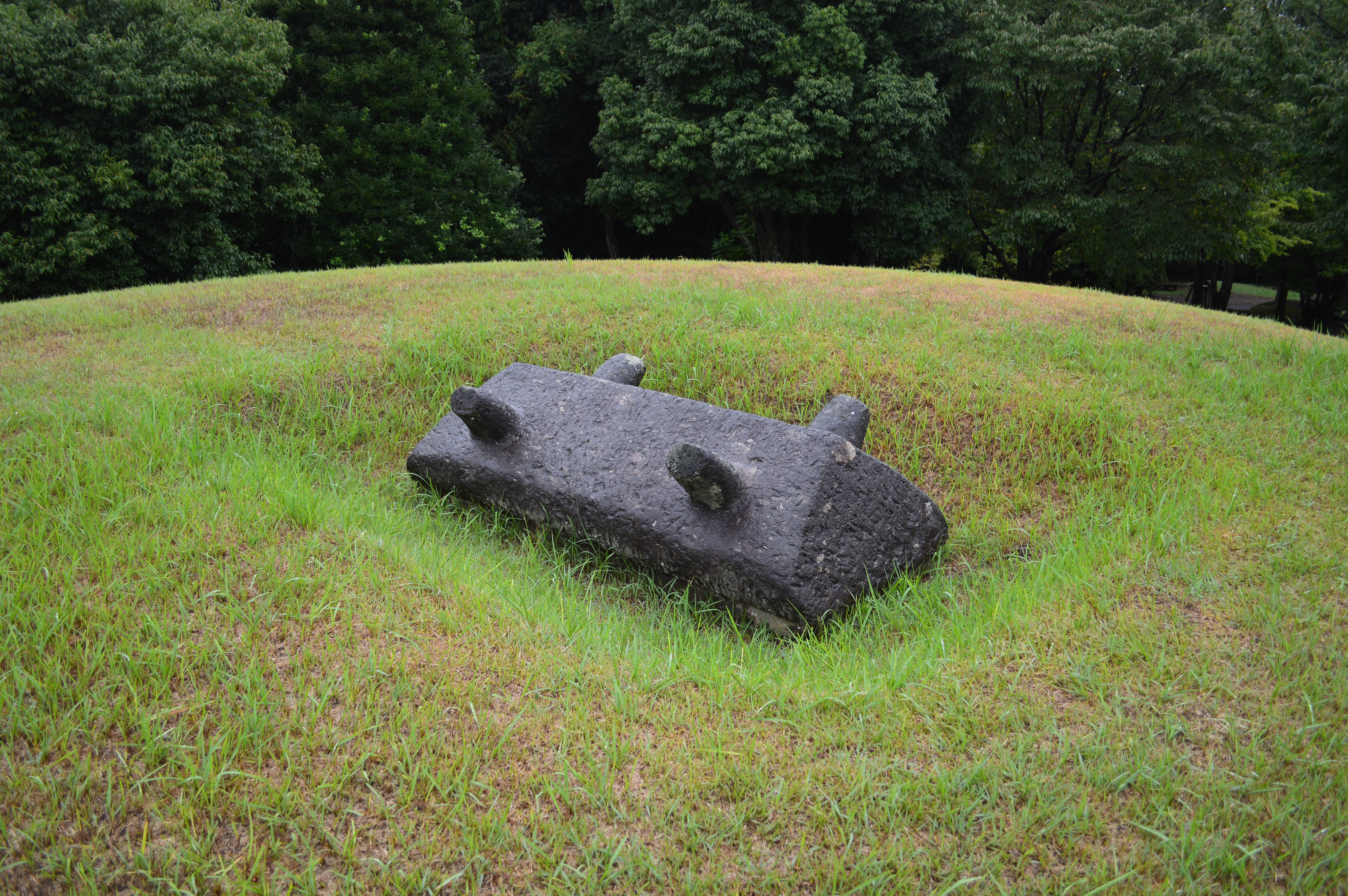
小亀塚古墳石棺（複製）

- 小亀塚古墳（大分市里） - 亀塚古墳の近くにある小型の前方後円墳。2段築造で全長35メートル、後円部の直径は25m。葺石はなく、埋葬部は破壊されていた。築造時期は亀塚古墳より半世紀ほど後の5世紀後半とみられている。
- 築山古墳（大分市本神崎） - 前方後円墳。亀塚古墳とは数キロメートル離れているが、向きが平行になるように作られており、一方の頂上から相手を視認することができる。
- 城原古墳（大分市城原） - FIFAワールドカップ開催に伴う道路建設によって惜しくも破壊された評衙跡（海部郡衙跡）として有名な中安遺跡の近くにある。古墳そのものも現在アスファルトの下にあり、石室が残るのみである。